# Johannes de Doperkerk (Balgoij)

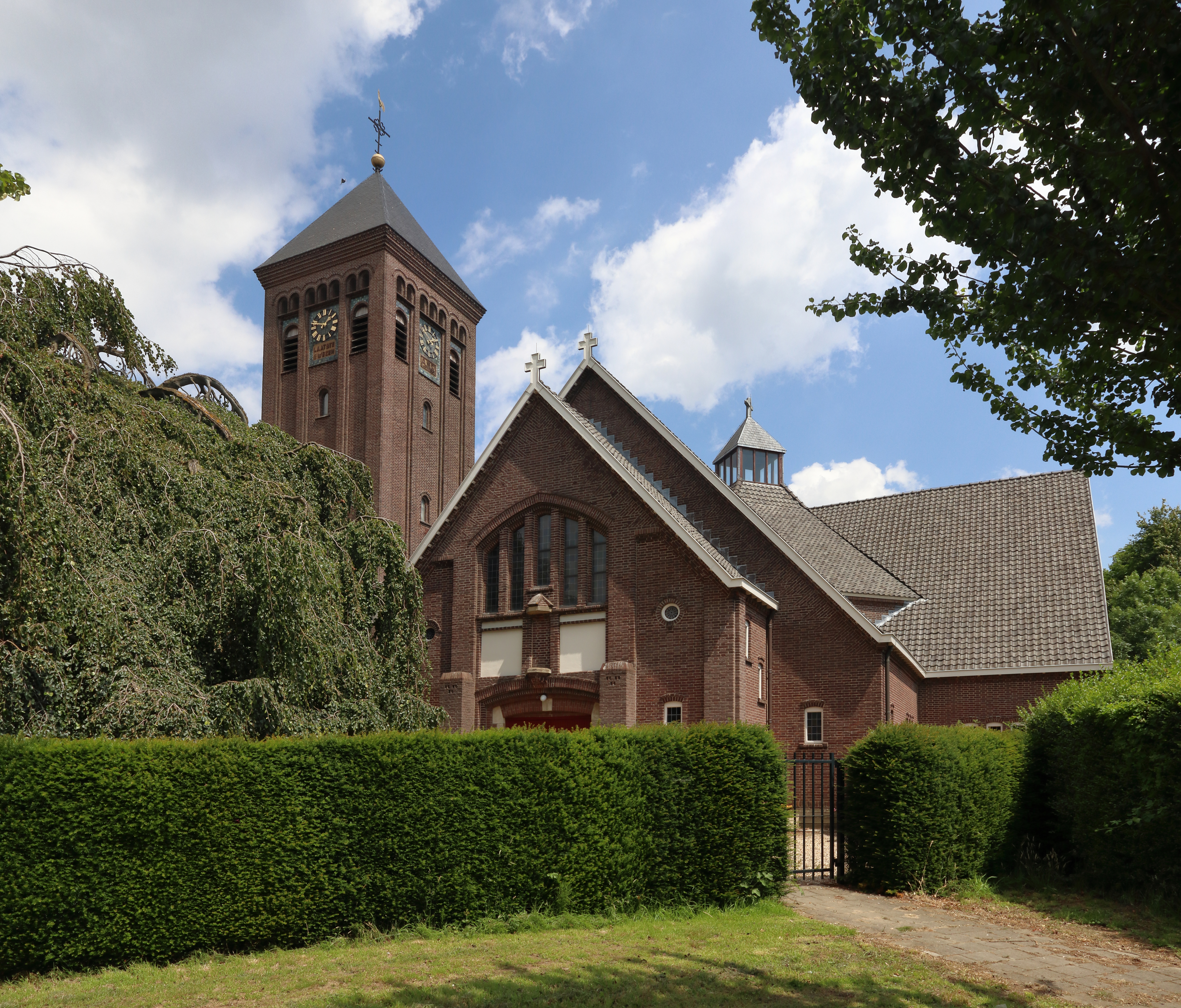
De Sint-Johannes de Doperkerk te Balgoij.

De Johannes de Doperkerk is de Rooms-Katholieke kerk van Balgoij. Het gebouw is gelegen aan de kruising van de Boomsestraat en de Hoeveweg. De kerk maakt deel uit van de parochie "De Twaalf Apostelen".

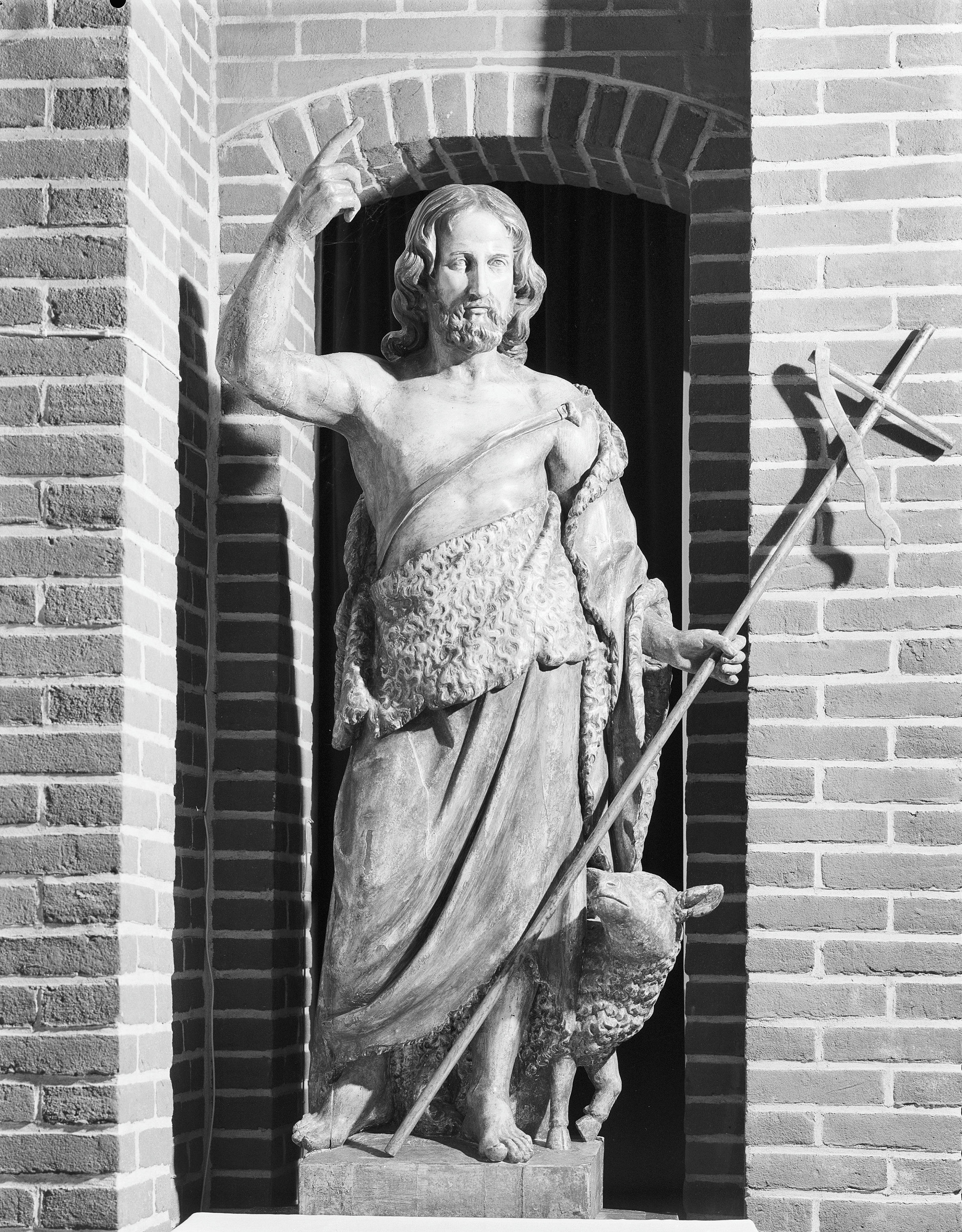
Houten beeld van de H. Johannes de Doper (vervaardigd in 1852 en gepolychromeerd in 1965), patroonheilige van deze kerk.

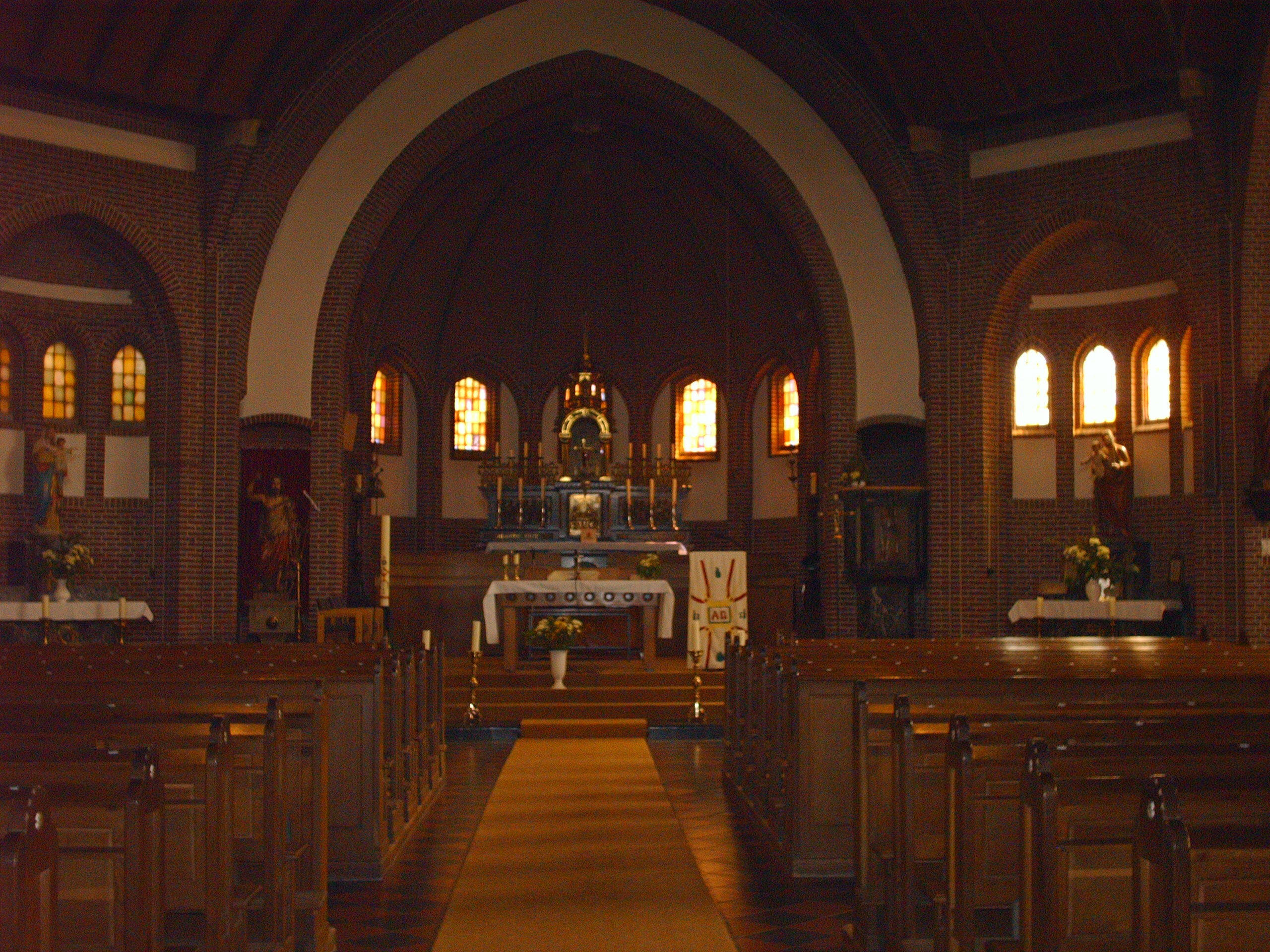
Zicht naar het oosten (met het altaar) in de Johannes de Doperkerk te Balgoij.

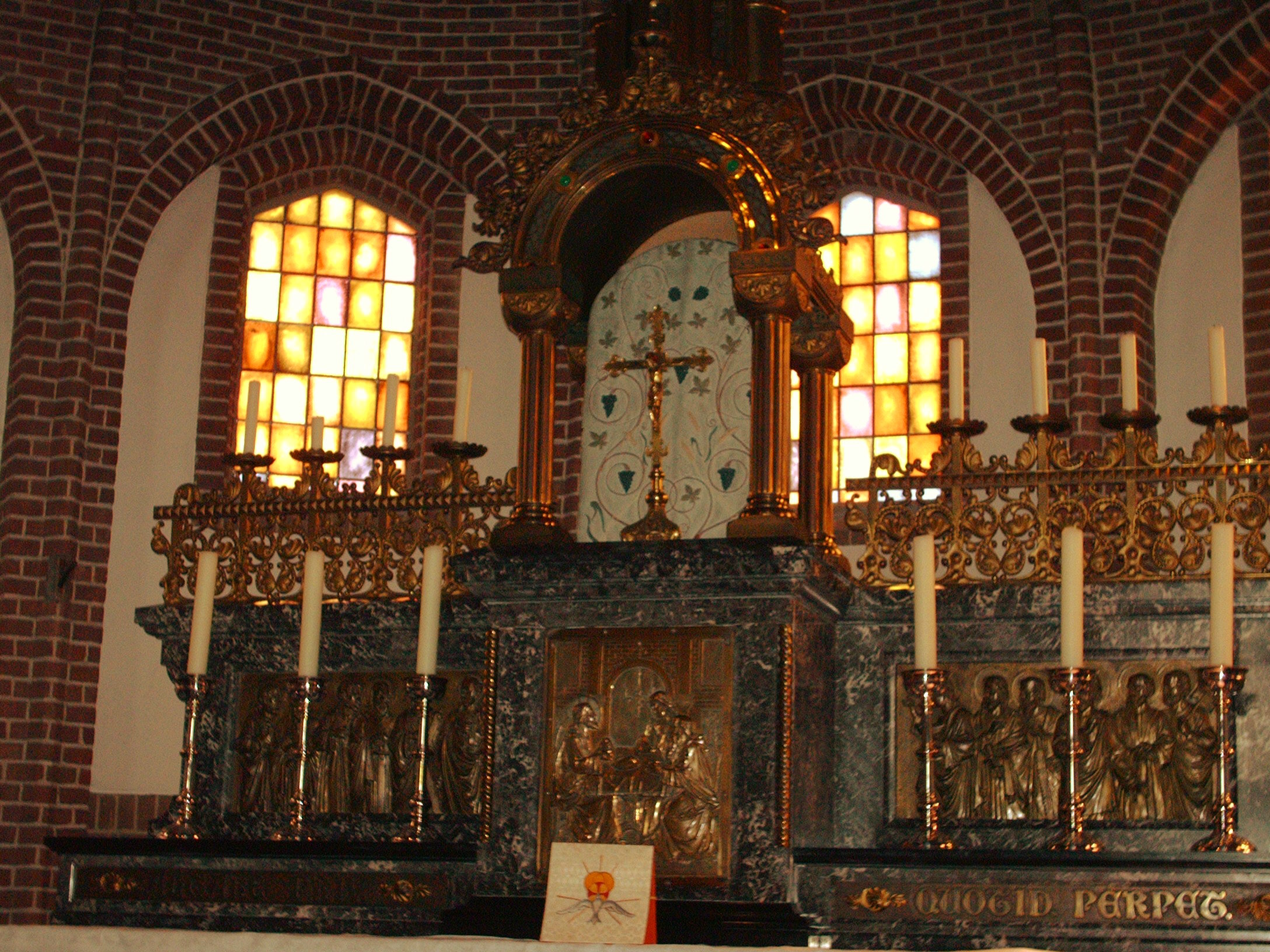
Hoogaltaar (1917) met op het tabernakel de maaltijd de Emmaüs en links en rechts de twaalf apostelen.

## Geschiedenis
Vermoed wordt, op basis van het parochiememoriaal, dat er al in 960 een kerkje in Balgoij heeft gestaan. In 1172 wordt Balgoij vermeld als bezit van het kapittel van Sint Jan te Utrecht. Dit bezit wordt door paus Honorius III in 1216 bevestigd. Dan is er ook voor het eerst sprake van de parochiegrenzen, die het gebied van de voormalige burgerlijke gemeente Balgoij en Keent omvatten. Het kerkgebouw uit die tijd is in 1609 overgegaan naar de gereformeerden. De katholieken konden in 1715 een schuurkerk bouwen met stenen afkomstig van de restanten van het voormalige kasteel. De kapucijnen uit Velp zorgden voor de bediening van de Sacramenten. In 1799 waaide de spits van de kerktoren. In 1800 eisten de katholieken de kerk succesvol terug. In 1835 werd het middeleeuwse gebouw gesloopt (op de toren na) en vervangen door een eenbeukige waterstaatskerk. In 1852 was de kerk alweer te klein geworden en werd het schip twee keer zo lang gemaakt en de muren werden ruim 70 cm verhoogd. Toch was de kerk ook nu niet opgewassen tegen de bevolkingsgroei.
Op 20 februari 1913 werd de eerste steen van de huidige kerk gelegd, op een stuk grond dat op zo'n tien minuten lopen ten zuidwesten van de voormalige kerk gelegen is. De reden hiervoor is, dat de parochie niet alleen het dorp Balgoij, maar ook de buurtschap Keent omvatte en dat de kerk zo dichterbij Keent kwam te liggen. Op 29 maart 1914 (Passiezondag) was het gebouw, naar ontwerp van Jan van der Valk uit Tilburg, af en kon het worden ingezegend door pastoor Martens. In de kerk bevonden zich toen een nieuw hoogaltaar van marmer en koper, een nieuwe communiebank, eveneens van marmer en koper, en nieuwe eikenhouten banken. De overige meubels en beelden zijn met paard en wagen uit de oude kerk overgebracht naar de nieuwe kerk. Op 8 augustus 1917 werd de kerk plechtig geconsacreerd door mgr. Arnold Diepen. In het altaar werden de relieken geplaatst van de martelaren Eustachius en Maximianus. De oude kerk werd toen, op de toren na (die immers gemeente-eigendom was), gesloopt.
In 1924 werd het nieuwe orgel van de firma Vermeulen uit Weert in gebruik genomen. Het telt 15 registers en was een geschenk van de parochianen aan de jubilerende pastoor Van Acht. 
Bij de overstroming van de Maas op Nieuwjaarsdag 1926 zochten de boeren uit Balgoij hun toevlucht tot de kerk, die immers op een heuvel was gebouwd. De kerkbanken werden voor het altaar opgestapeld en het vee stond enige tijd in de kerk. Daarbij is veel schade ontstaan, ook aan de tegelvloer, die later slechts ten dele hersteld is. Als gevolg van de Maaskanalisatie wordt Keent afgesneden van Balgoij. Er komt wel een veerpont. Het kerkbestuur krijgt wel geregeld dat kinderen op schooldagen vrije overtocht krijgen, maar pogingen om ook vrije overvaart te krijgen voor kerkgangers op zon- en feestdagen mislukken. De parochie verliest hierdoor ongeveer de helft van de parochianen.
Bij het uitbreken van de oorlog in 1940, deed het Nederlandse leger een poging om de kerktoren op te blazen. Men was bang dat de vijand de toren als oriëntatiepunt kon gebruiken. Als gevolg van de schade moet de eredienst tijdelijk in het patronaatsgebouw gedaan worden. In 1941 wordt de kerk, deels op kosten van het departement van Defensie, hersteld. In dat jaar worden ook de houten zijaltaren vervangen door marmeren altaren, passend bij het hoogaltaar.

## Interieur
De kerk is een kruiskerk, van binnen en buiten uit baksteen opgetrokken met enkele witgeschilderde siervlakken. Het gewelf is bekleed met hout. 
Uit de oude kerk zijn de houten beelden van de heiligen Brigida, Antonius Abt en Johannes de Doper uit 1852 overgekomen. Deze beelden zijn 162 cm hoog. Het beeld van Johannes de Doper is geplaatst linksonder de triomfboog en de beelden van Brigida en Antonius Abt bevinden zich tegen de pilaren van de transeptarmen. Aanvankelijk waren deze beelden wit. In 1965 zijn ze gepolychromeerd.
Links en rechts van de apsis bevinden zich beelden van de apostelen Petrus en Paulus. Deze beelden stammen uit het jaar 1857 en zijn in Cuijk door de gebroeders Smits vervaardigd.
Het hoogaltaar is van marmer en op de tabernakeldeur is het verhaal van de Emmaüsgangers afgebeeld. Links en rechts van het tabernakel zijn op de kaarsenbanken de twaalf apostelen afgebeeld. Ook staat hier de tekst "Altare privilegiatum quotidianum perpetuum". Dat betekent dat er een volledige aflaat werd verleend voor de overledenen voor wie er op dit altaar een Mis werd opgedragen. Op de mensa is het offer van Melchisedek afgebeeld.
Van de koperen panelen, afkomstig van de communiebank, is begin 21e eeuw een doopmeubel gemaakt. De doopkapel achterin de kerk werd al langere tijd niet meer gebruikt omdat hij te klein is voor het ontvangen van een hele familie.
De glas-in-loodramen van Piet Clijsen uit 1941 zijn vrij eenvoudig en bevatten slechts enige, vooral symbolische, afbeeldingen.